# Dunkers kyrka
Dunkers kyrka är en kyrkobyggnad som tillhör Dunker-Lilla Malma församling i Strängnäs stift. Kyrkan ligger i Dunkers socken i Flens kommun. 

## Kyrkobyggnaden
Kyrkan är från 1200-talet och byggdes då i korsform. Kor och sakristia byggdes på 1400-talet. Kyrkan byggdes om 1737 och resultatet blev det nästan kvadratiska kyrkorum den har idag. Det gamla koret behölls och ett högt valmat spåntak restes över byggnaden.
Den 25 mars 1809 brann kyrkan och taket och tornet störtade in. En del inventarier räddades, bland annat nattvardskärlen. Åren 1809–1814 återuppfördes kyrkan då tornet höjdes och försågs med huv och lanternin. 1860 tillkom ny altaruppsats, predikstol och orgelläktare. I vapenhuset förvaras tre gravklot från järnåldern, funna nära kyrkan. Kyrkan av idag präglas helt av ombyggnaden efter branden. 
Altaruppsatsen är ett pilaster-system av trä från 1860 och altarkrucifixet en gåva från konfirmanderna 1957. Ljuskronan i långhuset är gravmonument över kyrkoherden Johannes Tyblad, som dog 1671. På kronan finns en inskrift, där det står att kyrkoherden är begravd under kronan. Kyrkans äldsta föremål är en kalk från 1400-talets mitt och cuppa från 1695. Flera gravhällar från 1600- och 1700-talet finns bevarade.

## Bildgalleri

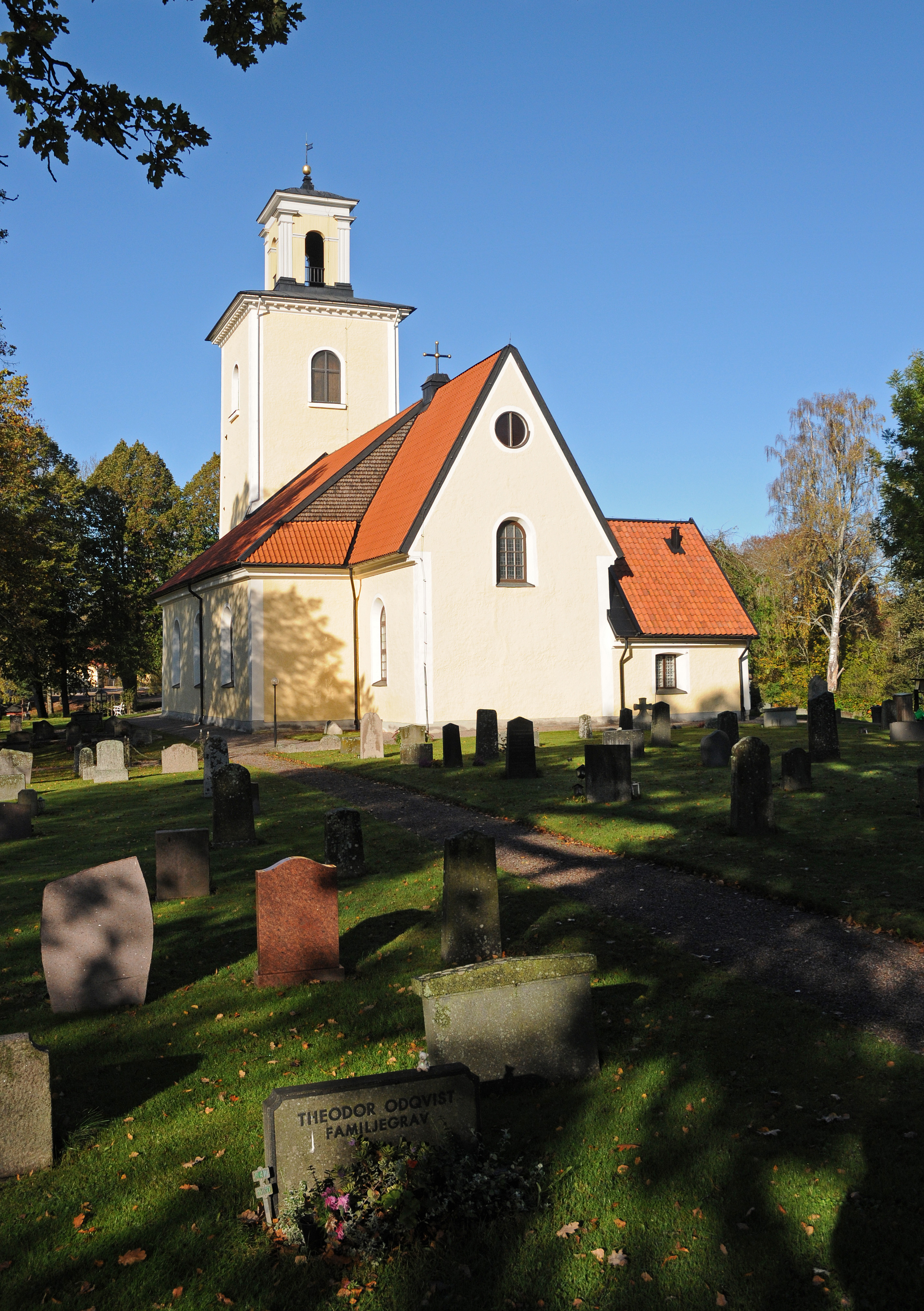
Vy från sydost
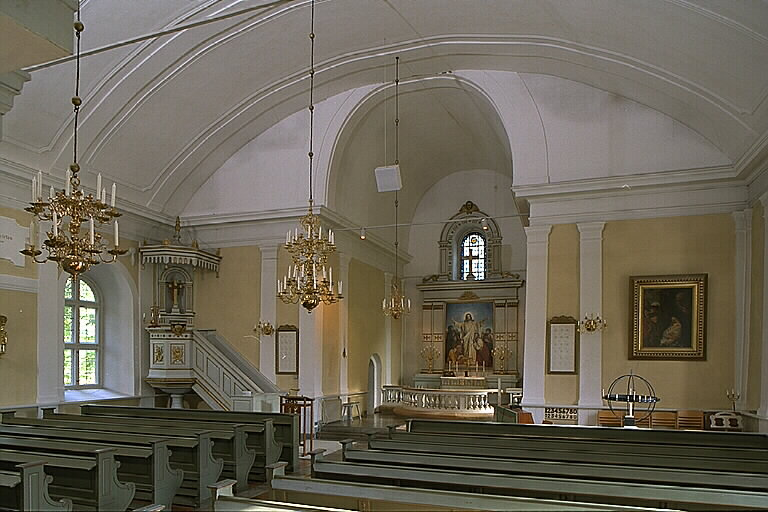
Kyrkorummet
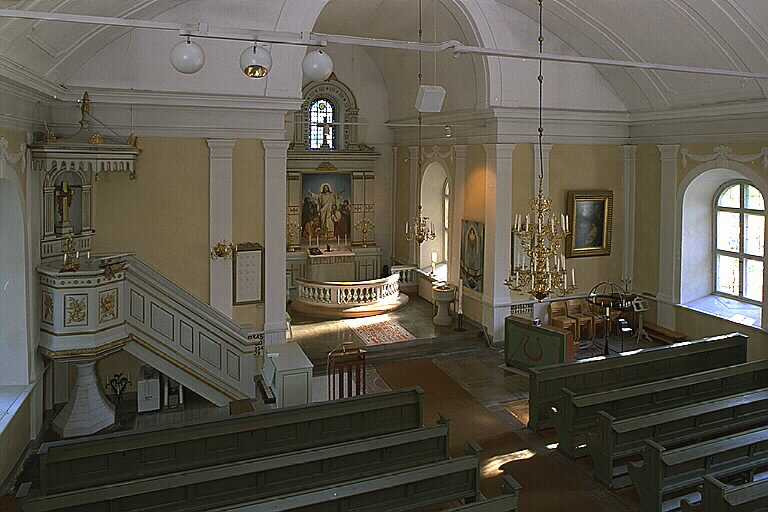
Interiör från orgelläktaren
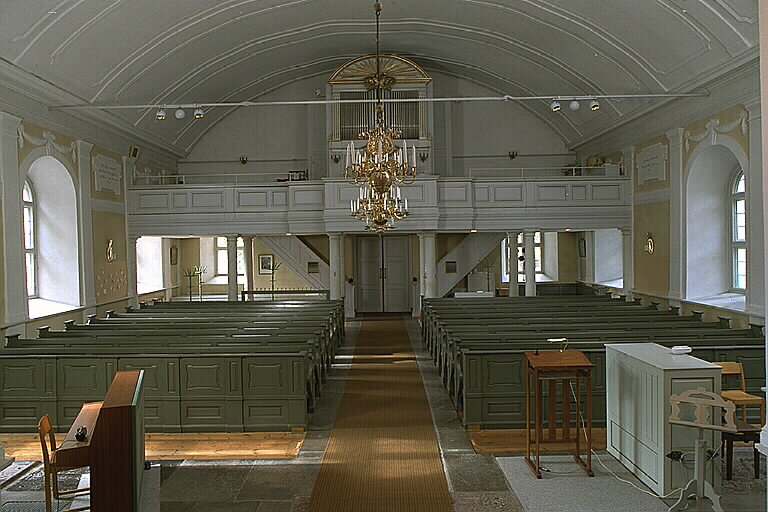
Kyrkorummet med orgelläktaren

### Webbkällor
- byggnadspresentation
- Wikimedia Commons har media som rör Dunkers kyrka.